# Atkinson (Maine)
Atkinson és una població dels Estats Units a l'estat de Maine (EUA). Segons el cens del 2000 tenia 323 habitants.

## Demografia
Segons el cens del 2000, Atkinson tenia 323 habitants, 132 habitatges, i 97 famílies. La densitat de població era de 3,2 habitants per km².
Dels 132 habitatges en un 27,3% hi vivien nens de menys de 18 anys, en un 68,9% hi vivien parelles casades, en un 0,8% dones solteres, i en un 25,8% no eren unitats familiars. En el 18,9% dels habitatges hi vivien persones soles el 4,5% de les quals corresponia a persones de 65 anys o més que vivien soles. El nombre mitjà de persones vivint en cada habitatge era de 2,45 i el nombre mitjà de persones que vivien en cada família era de 2,81.
Per edats la població es repartia de la següent manera: un 23,5% tenia menys de 18 anys, un 4,6% entre 18 i 24, un 30,3% entre 25 i 44, un 29,7% de 45 a 60 i un 11,8% 65 anys o més.
L'edat mediana era de 41 anys. Per cada 100 dones de 18 o més anys hi havia 107,6 homes.
La renda mediana per habitatge era de 29.821 $ i la renda mediana per família de 32.083 $. Els homes tenien una renda mediana de 30.469 $ mentre que les dones 25.313 $. La renda per capita de la població era de 14.755 $. Entorn del 8,9% de les famílies i el 17,9% de la població estaven per davall del llindar de pobresa.